# Sítio do Quinto
Sítio do Quinto este un oraș în statul Bahia (BA) din Brazilia.